# Флударабін
Флударабін (англ. Fludarabine, лат. Fludarabinum) — синтетичний лікарський препарат, який за своєю хімічною структурою є аналогом пуринових основ. Флударабін застосовується переважно внутрішньовенно, рідше перорально. Флударабін уперше синтезований у 1968 році Джоном Монтгомері і Кетлін Г'юсон в Південному дослідницькому інституті в Бірмінгемі, та застосовується в клінічній практиці з 1991 року.

## Фармакологічні властивості
Флударабін — синтетичний лікарський засіб, який за своєю хімічною структурою є аналогом пуринових основ. Механізм дії препарату полягає в інгібуванні синтезу пуринових нуклеотидів (як ДНК, так і РНК) шляхом конкурентного метаболізму після його поглинання клітинами та його перетворення до активного метаболіта 2-фтор-арабінофуранозиладеніну під дією дезоксицитидинкінази, що призводить до інгібування ферментів РНК-редуктази, ДНК-полімерази (кількох типів — альфа, дельта та іпсилон), ДНК-праймази і ДНК-лігази, а також частково інгібується РНК-полімераза І, та, в незначному ступені — і РНК-полімераза II, внаслідок чого гальмується синтез пуринових нуклеотидів у S-фазі мітозу. Флударабін більш активний до клітин крові, причому як до проліферуючих клітин, так і до тих, які знаходяться в стані спокою. Флударабін застосовується при В-клітинному хронічному лімфолейкозі, а також при швидкопрогресуючих лімфомах, у тому числі неходжкінських лімфомах, переважно в комбінації з циклофосфамідом, епірубіцином, ідарубіцином, цитарабіном, мітоксантроном, з меншою ефективністю при ворсинчатоклітинному лейкозі. Проте згідно даних клінічних досліджень, схеми лікування лейкозу із включенням флударабіну є більш ефективними, зокрема у порівнянні зі схемами із використанням бендамустину, проте при їх застосуванні спостерігається більша кількість побічних ефектів. Флударабін також може застосовуватися при гострих лейкозах разом із гранулоцитарним колонієстимулюючим фактором і цитарабіном при гострому мієлолейкозі, а також при неефективності іншого лікування при макроглобінемії Вальденстрема та грибовидному мікозі.

### Фармакокінетика
Флударабін погано всмоктується після перорального застосування, біодоступність після якого становить близько 50—60 %. Препарат швидко розподіляється в організмі після внутрішньовенної ін'єкції, після внутрішньовенного введення біодоступність препарату становить 100 %. Максимальна концентрація флударабіну в крові досягається до кінця ін'єкції (протягом 30 хвилин). Препарат швидко метаболізується в організмі до свого активного метаболіта безпосередньо в клітинах крові. Флударабін погано зв'язується з білками плазми крові. Флударабін добре проникає через гематоенцефалічний бар'єр, через плацентарний бар'єр, даних за проникнення препарату в грудне молоко немає. Другий етап метаболізму проходить у клітинах крові з утворенням неактивних метаболітів. Виводиться препарат із організму із сечею переважно у вигляді метаболітів. Виведення препарату із організму трифазне, у першій фазі незмінений флударабін виводиться із плазми крові із періодом напіввиведення 5 хвилин, у другій фазі період напіввиведення метаболітів препарату із клітин складає 1—2 години, а в третій фазі кінцевий період напіввиведення препарату складає в середньому 20 годин, і цей час може збільшуватися при порушеннях функції печінки або нирок.

## Покази до застосування
Флударабін застосовують для лікування В-клітинного хронічного лімфолейкозу.

## Побічна дія
При застосуванні флударабіну побічні ефекти спостерігаються частіше, ніж при застосуванні інших цитостатичних препаратів. Серед побічних ефектів препарату найчастішими є:
- Алергічні реакції та з боку шкірних покривів — часто шкірний висип, гарячка; дуже рідко, синдром Лаєлла.
- З боку травної системи — нудота, блювання, діарея, порушення функції печінки, погіршення апетиту, запалення слизових оболонок травної системи; дуже рідко шлунково-кишкові кровотечі.
- З боку нервової системи — сплутаність свідомості, загальна слабість, запаморочення, порушення зору, збудження, судоми, рідко кома.
- З боку сечостатевої системи — азооспермія, аменорея, геморагічний цистит, ниркова недостатність, периферичні набряки.
- З боку дихальної системи — задишка, кашель, інтерстиційний пневмоніт, пневмонія.
- З боку імунної системи — зниження опірності до інфекцій, в тому числі мультифокальна прогресуюча лейкоенцефалопатія, Herpes zoster, вірус Епштейна — Барр, при переливанні неопроміненої крові хворим спостерігалась реакція «трансплантат проти господаря».
- Зміни в лабораторних аналізах — анемія, тромбоцитопенія, лейкопенія, панцитопенія, лейкопенія, нейтропенія, підвищення рівня білірубіну в крові, підвищення рівня активності амінотрансфераз в крові, підвищення рівня сечової кислоти в крові, гіперфосфатемія, гіпокальціємія, метаболічний ацидоз, гіперкаліємія.
- Інші побічні ефекти — розвиток вторинних злоякісних пухлин, канцерогенний ефект у потомства; при застосуванні під час вагітності можливі внутрішньоутробна загибель плода, вади розвитку плода, затримка росту плода, ембріональна токсичність.

## Протипоказання
Флударабін протипоказаний при підвищеній чутливості до препарату, в дитячому віці, при вираженому порушенні функції нирок, декомпенсованій гемолітичній анемії, вагітності та годуванні грудьми.

## Форми випуску
Флударабін випускається у вигляді концентрату для приготування розчину для ін'єкцій по 25 мг/мл у флаконах по 2 мл, ліофілізату для внутрішньовенних ін'єкцій по 50 мг у флаконі, а також у вигляді таблеток по 0,01 г.